# Lamponius nebulosus
Lamponius nebulosus is een insect uit de orde Phasmatodea en de  familie Pseudophasmatidae. De wetenschappelijke naam van deze soort is voor het eerst geldig gepubliceerd in 2000 door Tilgner, Camilo & Moxey.